# Dikkebusvijver
De Dikkebusvijver is een vijver nabij het Belgische dorp Dikkebus, ten zuiden van de stad Ieper. Op 23 juli 1310 kreeg de Stad Ieper toelating van de Graaf van Vlaanderen om de vijver te graven die naast de Zillebekevijver er voor moest zorgen dat er voldoende water in de stad voorhanden was voor het vollen en het verven van lakens. 
De vijver ontstond door het afdammen van de Kemmelbeek en werd uitgegraven op grond van de parochies Vlamertinge, Dikkebus en Voormezele. De onteigening van de nodige gronden werd geregeld door de stad Ieper en nam zowat tien jaar in beslag. Pas rond 1323 was de vijver van zesendertig hectare gerealiseerd. De vijver voorzag en voorziet Ieper van drinkwater, eertijds via de Ieperse grachten en daarna via een stelsel van pijpen van eikenhout. Sinds 1926 gebeurt dit via een modern pompstation. Ook de Zillebekevijver en Bellewaardevijver ontstonden op deze manier.
Naast de drinkwatervoorziening heeft de vijver ook een recreatieve functie. Sporttrack en de kajakclub 'Kanoclub De paddel' zijn hier actief. Echter na de hoogdagen van de jaren '80 en '90 van de twintigste eeuw is de Dikkebusvijver in verval geraakt. Er is gebrek aan onderhoud en de infrastructuur is aftands. Om de tien jaar zijn baggerwerkzaamheden noodzakelijk omdat de Kleine Kemmelbeek door zijn sterk verval veel slib aanvoert.

## Grote Oorlog
Tijdens de Eerste Wereldoorlog was de Kemmelberg, die op 1,5 km ten zuidwesten van het dorp Kemmel ligt, een strategisch punt en werd door de strijdende partijen zwaar bevochten. De Kemmelberg ligt ten zuiden van de Dikkebusvijver. Tijdens het voorjaarsoffensief van 1918 namen Duitse troepen op 25 april bezit van de Kemmelberg. De volgende dag vond een Franse tegenaanval plaats, maar de Duitse troepen rukten op tot de Dikkebusvijver. Op 29 april werd de Duitse opmars tot staan gebracht, de gevechten gingen door tot eind juli 1918.